# 1861 en droit
Cet article présente les faits marquants de l'année 1861 en droit.

## Naissances
- 1er novembre : Raymond Carré de Malberg, juriste positiviste et grand professeur de droit strasbourgeois.

## Décès
- 25 octobre : Friedrich Carl von Savigny, juriste prussien, fondateur de l'école historique du droit allemande († 21 février 1779.)